# Flying Nun Records
Flying Nun Records es una compañía discográfica independiente neozelandesa de rock fundada en 1981 por Roger Shepherd.
Es una de las discográficas principales que reunió a muchos de los artistas de la década de 1980, del género llamado Dunedin Sound y algunos grupos originarios de la ciudad de Christchurch. Pero también reunió a la mayoría de grupos y músicos fuera de Nueva Zelanda, asimismo reuniendo artistas y músicos de culto.

## Artistas de la discográfica originarios de Nueva Zelanda
En el siguiente listado están la mayoría de artistas originarios únicamente de Nueva Zelanda, incluyendo la mayoría de ellos que fueron y que en la actualidad, son parte del movimiento musical del Dunedin Sound, asimismo incluyendo músicos y grupos de distintas ciudades del país, también están los artistas que están presentes y que estuvieron en la discográfica que son los siguientes:
| - Able Tasmans - Alastair Galbraith - Alec Bathgate - Andrew Brough - Badd Energy - Bailter Space - Betchadupa - Bird Nest Roys - Bressa Creeting Cake - Chris Knox (Toy Love, Tall Dwarfs, The Enemy) - Cloudboy - Crude - David Kilgour (The Chills, The Clean, Unwashed) - Dead Famous People - Demarnia Lloyd - Die! Die! Die! - Dimmer - Fazerdaze - Fiona McDonald - From Scratch - Garageland - Ghost Club - Grayson Gilmour - Headless Chickens - High Dependency Unit | - HLAH - Jane Dodd (The Chills, The Verlaines) - Jean-Paul Sarte Experience - Look Blue Go Purple - Loves Ugly Children - Mainly Spaniards - Marching Orders - Martin Phillips (The Chills) - Netherworld Dancing Toys - Pan Am - Peter Gutteridge (The Chills, The Clean, Snapper) - Scorched Earth Policy - Shayne Carter - Shocking Pinks - Snapper - Sneakey Feelings - Straitjacket Fits - Tall Dwarfs - The 3Ds - The Axemen - The Bats - The Bilders - The Chills | - The Clean - The D4 - The Dead C - The Double Happys - The Expendables - The Gordons - The Great Unwashed - The Max Block - The Mint Chicks - The Phoenix Foundation - The Puddle - The Renderers - The Skeptics - The Stones - The Subliminals - The Terminals - The Verlaines - The Vibraslaps - This Kind of Punishment - This Sporting Life - Toy Love - Wreck Small Speakers on Expensive Stereos |

### Algunos artistas de la compañía discográfica fuera de Nueva Zelanda
- Cut de Sac (Estados Unidos)
- Gerling (Australia)
- Pavement (Estados Unidos)
- Sebadoh (Estados Unidos)
- Stereolab (Reino Unido)
- The Courtneys (Canadá)
- Ween (Estados Unidos)